# Protophyten
Als Protophyten wird die Organisationsstufe der einzelligen Algen und Pilze bezeichnet, analog zu den Protozoen, mit denen zusammen sie zu den Protisten gezählt werden. Der Begriff ist heute kaum gebräuchlich.
Algen und Pilze werden heute nicht mehr zu den Pflanzen gezählt, sind jedoch traditionell Bestandteil der Botanik und wurden früher den Pflanzen zugerechnet. Die Bedeutung des Begriffs Protophyta variiert in der Literatur stark. Endlicher zählte zu den Protophyta die Algen und Flechten der Thallophyta und die Farnpflanzen unter den Kormophyta. Haeckel unterschied 1889 zwischen den einzelligen Protophyta und den gewebebildenden Metaphyta. Čelakovsky verwendete den Begriff Protophyten 1897 im Sinne von Thallophyten.

## Belege
- Gerhard Wagenitz: Wörterbuch der Botanik. Die Termini in ihrem historischen Zusammenhang. 2., erweiterte Auflage. Spektrum Akademischer Verlag, Heidelberg/Berlin 2003, ISBN 3-8274-1398-2, S. 265f.